# Сілезька опера
Сілезька опера (пол. Opera Śląska) — оперний театр у Битомі (Силезія), заснований 1945 року.
Садибою Силезької опери є будівля колишнього міського театру Битому, збудованого в 1899—1901 роках за проєктом архітектора Александра Бема у неокласичному стилі. Театр розрахований на 423 місця. 14 червня 1945 року в театрі відбулася прем'єра опери «Галька» Станіслава Монюшка під орудою Адама Дідура (Adam Didur). Цю прем'єру вважають початком існування Силезької опери.
Протягом свого існування театр поставив понад 250 прем'єр, зокрема твори Монюшко, Шимановського та сучасних польських композиторів. Також репертуар театру включає низку опера В. А. Моцарта, Верді, Пуччіні, «Борис Годунов» Мусоргського тощо. Театр веде активну гастрольну діяльність у містах Польщі, а також за кордоном, в тому числі проводив гастролі і в Україні.